# Bacalhau à Gomes de Sá
El Bacalhau à Gomes de Sá es un plato de la cocina lusa donde uno de los ingredientes principales es el bacalao (bacalhau) cocinado al horno. Este plato tradicional lleva el nombre "Gomes de Sá" debido a que su creador fue José Luiz Gomes de Sá Júnior (fallecido en 1926) hijo de un comerciante de Oporto, antiguo cocinero del Restaurante O Lisbonense de Oporto, en el que creó por primera vez la receta. Es un plato típico de la región norte de Portugal.

## Elaboración e ingredientes
El plato contiene bacalao en salazón que previamente hay que desalar el día anterior. Suele añadirse la misma cantidad de patatas, alguna cebolla, dientes de ajo, huevo cocido, aceite y algo de pimienta blanca molida. 
La preparación de este plato es muy simple, el bacalao se marina durante muy poco tiempo  en leche caliente para que este más suave, (no más de una hora según su autor) se junta con sus ingredientes y se deja reposar en un horno durante un tiempo que no exceda los 10 minutos. Según parece, Gomes de Sà empleaba todos los ingredientes excepto la leche y hacía semanalmente unos "bolinhos" de bacalao con los que deleitaba a sus amigos.